# Sirte
Sirte oder Syrte (auch Surt, Sert, arabisch سرت Sirt, IPA: /ˈsɜrt/) ist eine libysche Hafenstadt am Mittelmeer und die Hauptstadt des gleichnamigen Munizips Surt.

## Geschichte
1842 bauten die Osmanen eine Festung namens Marsat al Zaafran („Safran-Hafen“), welche später Qasr al Zaafran („Safran-Festung“), und später Qasr Sert genannt wurde. Die Festung wurde unter Sultan Abdülmecid I. Teil der Restauration der osmanischen Herrschaft über Tripolitania nach dem Fall der Qaramanli-Dynastie.

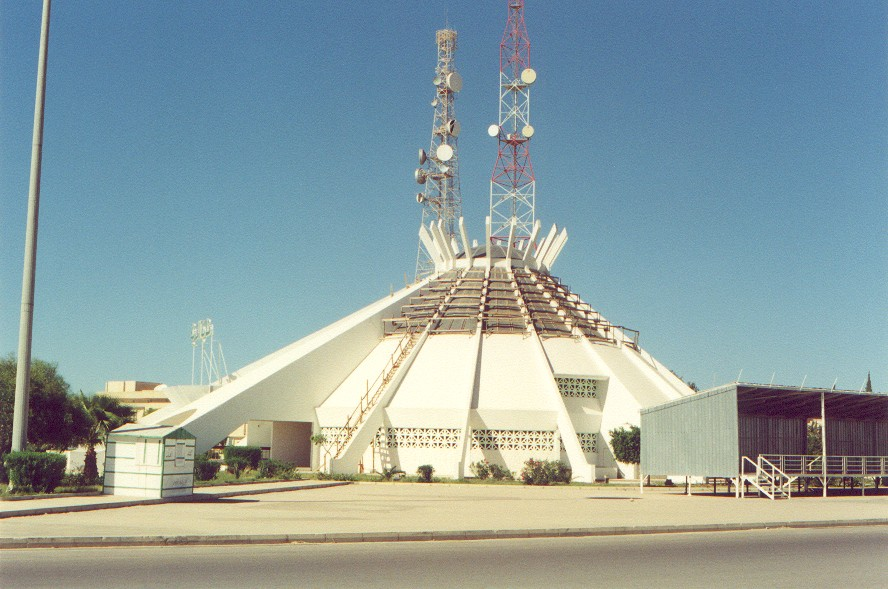
Mathābah al-Madīnah, Veranstaltungshalle in Sirte

Nach dem Italienisch-Türkischen Krieg wurde die Stadt 1912 von Italienern besetzt. Mit Unterbrechung durch die Senussi 1915–1924 dauerte die italienische Herrschaft bis in den Zweiten Weltkrieg und zur Ablösung ihrer Herrschaft durch britische Truppen unter Montgomery im Kampf gegen den deutschen Afrikafeldzug unter Rommel. Sirte bzw. ein Vorort von Sirte gilt als Geburtsort des Diktators Muammar al-Gaddafi, der Libyen von 1969 bis 2011 regierte. Seit Gaddafis Machtübernahme hat die Stadt einen kräftigen Aufschwung genommen. Moderne Hochhausbauten prägen das Stadtbild.
1986 errichtete der österreichische Konzern VA Technologie eine Meerwasserentsalzungsanlage in Sirte mit einer Kapazität von 10.000 m³/d.
Auf Einladung von Muammar al-Gaddafi veranstaltete die OAU im September 1999 in Sirte das 4. Außerordentliche Gipfeltreffen. Die dabei verabschiedete Sirte-Deklaration vom 9. September 1999 bereitete den Weg zur Gründung der Afrikanischen Union.
Während des libyschen Bürgerkriegs 2011 war Sirte dauerhaft unter Kontrolle des ehemaligen Machthabers Muammar al-Gaddafi. Auch nachdem sich die Hauptstadt Tripolis im August 2011 unter der Kontrolle der Rebellen befand und die ehemalige Regierung gestürzt wurde, galt Sirte noch als uneingenommen. Am 1. September 2011 erklärte Gaddafi Sirte zur neuen Hauptstadt Libyens, nachdem er die Kontrolle über nahezu das gesamte sonstige Land, insbesondere Tripolis, verloren hatte. Zwischen August und September 2011 wurde den verbliebenen Truppen ein einwöchiges Ultimatum gestellt, welches ursprünglich am 3. September auslaufen sollte, die Stadt friedlich zu übergeben und die Waffen abzulegen. Das Ultimatum wurde offiziell bis zum 10. September verlängert. Verhandlungen mit ortsansässigen Stammesführern blieben ergebnislos. Die Gaddafi-treuen Kämpfer ließen nach Abbruch der Verhandlungen das Ultimatum verstreichen. Am Abend des 15. September begannen Truppen des Nationalen Übergangsrats, die die Stadt umzingelt hatten, ihre Offensive auf Sirte, stießen jedoch auf starken Widerstand und mussten sich mehrmals zurückziehen. Sie wurden dabei von Luftangriffen der NATO unterstützt, die, entgegen dem UNO-Mandat, auch zivile Ziele hatten und bei denen insgesamt 47 Zivilisten ums Leben kamen. Nach wochenlangen Kämpfen begann am 7. Oktober eine letzte Großoffensive gegen die schwer umkämpfte Stadt. Am 13. Oktober befand sich ungefähr 80 Prozent der Stadt unter der Führung der Kämpfer des Übergangsrates. Am 20. Oktober 2011 wurde von einem Sprecher des Nationalen Übergangsrates die Übernahme („Befreiung“) der Stadt Sirte verkündet. Kurz darauf gab der Übergangsrat die Ergreifung und den Tod Muammar al-Gaddafis bekannt. Sein Sohn Mutassim und 67 Angehörige seines Konvois wurden nach ihrer Gefangennahme in Sirte von den Milizen des Übergangsrats umgebracht.
Während der Kämpfe flohen, nach Einschätzung des Internationalen Komitees vom Roten Kreuz (IKRK), circa 20.000 Menschen aus Sirte. Weitere etwa 23.000 Menschen campierten östlich von Sirte oder in der Wüste.
Im April 2014 waren immer noch 9404 Bewohner Sirtes als gewaltsam vertriebene Binnenflüchtlinge nicht in ihre Heimat zurückgekehrt.
Am 13. Februar 2015 wurde die Stadt im Zuge des Bürgerkriegs in Libyen seit 2014 von der Terrororganisation Islamischer Staat erobert.
Der in der Stadt lebende Stamm Firdschan hatte sich geweigert, sich dem IS zu unterwerfen. Im August 2015 erschoss die Terrormiliz daraufhin einen Prediger, der Mitglied des Stammes war. Daraufhin erhoben sich überwiegend junge Firdschan gegen ihre Herrschaft. Als Rache tötete der IS zahlreiche Stammesangehörige. Die Angaben über die Zahl der Todesopfer schwanken zwischen 38 und 200. Die Opfer des IS wurden in der Stadt öffentlich gekreuzigt und enthauptet. Keine der beiden Regierungen Libyens kam den gegen den IS kämpfenden Einwohnern der Stadt zu Hilfe.
Im September 2016 verlor der IS die Kontrolle über die Stadt, nachdem die Streitkräfte von Fayiz as-Sarradsch die Stadt befreien konnten.
Im Januar 2020 eroberten LNA-Truppen des libyschen Warlords Haftar und russische Söldner im Zuge ihrer Belagerung von Tripolis die Stadt von der international anerkannten GNA-Regierung. Nach der Abwehr der Belagerung Tripolis – auch durch türkische Soldaten und syrische Rebellenmilizen – bis Juni 2020 sind die Außengebiete von Sirte wieder umkämpft. Der ägyptische Präsident Abd al-Fattah as-Sisi äußerte, dass er einen Rückeroberungsversuch Sirtes durch GNA-Kräfte nicht akzeptieren würde.

## Geografie
Die Stadt in der historischen Region Tripolitanien liegt wenig über Meereshöhe am Golf der Großen Syrte in der bis an die Küste reichenden Libyschen Wüste. Die Landeshauptstadt Tripolis im Nordwesten ist circa 450 Straßenkilometer entfernt, die zweitgrößte Stadt Bengasi im Osten auf der anderen Seite des Golfs 570 Kilometer weit.

## Infrastruktur
Der Regional-Flughafen Gardabya Airport (SRX) liegt etwa zehn Kilometer südlich der Stadt. Der Frankfurter Architekt Jo. Franzke entwarf den Terminal. Im Bau befindlich sind die küstenparallelen Bahnstrecken Ras Ejder–Sirt und Sirt–Bengasi. Zunehmende Bedeutung gewinnt der Hafen Sirt, besonders auch nach der Ausweitung der Offshore-Ölförderung im Golf.

### Schulen
Sirte besitzt neben anderen Bildungsinstitutionen auch eine eigene Universität, die Al-Tahadi-Universität mit 13 Fakultäten.

## Sehenswürdigkeiten
Von touristischem Interesse in Sirte sind ein türkisches Kastell aus dem Jahr 1842 und eine Moschee aus dem 19. Jahrhundert.